# ヘイルトゥリーズン系
ヘイルトゥリーズン系 （ヘイルトゥリーズンけい、Hail to Reason Line）は馬（主にサラブレッド）の父系（父方の系図）の1つ。

## 概要
ヘイルトゥリーズン（Hail to Reason）はアメリカ合衆国で競走生活を送った馬で、18戦9勝の戦績で1960年の2歳チャンピオンに選ばれた馬であった。故障により2歳で引退したヘイルトゥリーズンは、翌年1961年より種牡馬入りすると、初年度産駒からベルモントステークス優勝馬のヘイルトゥオール、ハリウッドオークス勝ち馬のストレイトディールを出して一気に注目を集めた。そして1970年、その年プリークネスステークスなどに優勝して年度代表馬に選出されたパーソナリティなどの後押しを受けて、それまでボールドルーラーが7年連続で独占していたリーディングサイアーの座を奪取することに成功した。
種牡馬としてヘイルトゥリーズンの系統を大きく伸ばしていったのは、イギリスダービー優勝馬ロベルトと、競走馬としてよりも種牡馬として活躍したヘイローで、どちらも急増するノーザンダンサー系繁殖牝馬との和合性が高く、この系統を押し上げる力となった。
シャンペンステークス優勝馬ストップザミュージックの系統はルグロリューやキャンフォードクリフスなどのG1勝ち馬を時折出しながら父系を繋いでいる。キュアザブルース産駒のIncurable Optimistはアルゼンチンへ輸出され、亜リーディングサイアーを獲得するなど南米に多くの後継馬を残している。
先述の3系統を経ない産駒は限られてきており、ケンタッキーダービー優勝馬のプラウドクラリオンの系統が若干残っている。
トラヴァーズステークス優勝馬ボールドリーズンは父系としては途絶えたが、母の父として大種牡馬サドラーズウェルズを出して大きな影響を与えている。

## サイアーライン
- Darley Arabian 1700
  - Bartlet's Childers 1716
    - Squirt 1732
      - Marske 1750
        - Eclipse 1764　　　---←エクリプス系へ戻る
          - Potoooooooo 1773
            - Waxy 1790
              - Whalebone 1807
                - Sir Hercules 1826
                  - Birdcatcher 1833
                    - The Baron 1842
                      - Stockwell 1849
                        - Doncaster 1870
                          - Bend Or 1877
                            - Bona Vista 1889
                              - Cyllene 1895
                                - Polymeluss 1902
                                  - Phalaris 1913　　　---←ファラリス系へ戻る
                                    - Pharos 1920
                                      - Nearco 1935　　　---←ネアルコ系へ戻る
                                        - Royal Charger 1942　　　---←ロイヤルチャージャー系へ戻る
                                          - Turn-to 1951
                                            - Hail to Reason 1958　　　---↓ヘイルトゥリーズン系（改行）

---↓ヘイルトゥリーズン系---
- Hail to Reason 1958
  - Hail to All 1962
  - Reasonably Fair 1962
  - Turn to Reason 1962
  - Hospitality 1963
  - Red Rumour 1963
  - Proud Clarion 1964
    - Brent's Prince 1972
      - Rollin on Over 1980
        - Rip the List 1994

    - Proud Birdie 1973
      - Sensible Bird 1985
        - Alex Bird 1994

      - Birdonthewire 1989
        - It's a Bird 2003

      - Alota Gator Bait 1996

    - Proud Arion 1974
      - Pujante 1985

  - Hail the Prince 1965
  - Mr.Leader 1966
    - Hurry Up Blue 1977
    - Wise Times 1983
      - Beyond His Years 1990

    - Ruhlmann 1985
      - Steel Ruhlr 1994

    - Doc's Leader 1986
      - Class Atack 2001

    - Lead Em Home 1996

  - *パーソナリティ Personality 1967
    - エリモタイヨー 1980
      - ワカクサホマレ 1989

    - ホクトヘリオス 1984

  - Bold Reason 1968
    - Sound Reason 1974
    - Reason Not 1975
      - Daphnes Reason 1996

  - Good Counsel 1968
    - Sanhedrin 1974

  - Limit to Reason 1968
  - Gay Gambler 1969
  - Halo 1969　　　---→ヘイロー系へ
  - Roberto 1969　　　---→ロベルト系へ
  - Hail The Pirates 1970
  - Stop the Music 1970
    - Taufan 1977
      - Tagula 1993
        - Atlantis Prince 1998
        - Canford Cliffs 2007
          - Cliff's Edge 2014
          - Oglum Eymen 2014

    - Temperence Hill 1977
      - Templar Hill 1984
      - *テンパレートシル Temperate Sil 1984

    - Cure the Blues 1978
      - *ネヴァーベター Never Better 1984
      - Le Glorieux 1984
        - Mister Tullio 1994

      - Take Me Out 1988
        - Kimberlite Pipe 1996
        - Mr. Pay Day 2002

      - American Chance 1989
        - Eye of the Tiger 2000
        - America Alive 2001
        - Huildad 2004

      - Strawberry Blue 1992
      - Ft.Stockton 1992
        - J.S.Hold 2004
        - Namdo Jeap 2006

      - Rock and Roll 1995
        - Free Maximus 2003

      - Incurable Optimist 1996
        - Fire Wall 2001
        - Life of Victory 2002
        - Bahiaro 2003
        - Band Onthe Run 2003
        - Best Guest 2005
        - Beneficio 2006
        - Bethysmal 2013

      - Wake at Noon 1997

    - *ニシノエトランゼ Nishino Etoranger 1979
    - Sackford 1980
    - *メロウアウト 1987
    - Makula King 1997

  - Winds of Thought 1970
  - *ソリタリーヘイル Solitary Hail 1973

- サイアーライン上は全て種牡馬入りした馬。